# Pellenes mimicus
Pellenes mimicus es una especie de araña saltarina del género Pellenes, familia Salticidae. Fue descrita científicamente por Strand en 1906.
Habita en Etiopía.